# لأكون مع الصادقين (كتاب)

غلاف الكتاب

لأكون مع الصادقين هو كتاب ألفه المستبصر محمد التيجاني السماوي، بعد أن ألف كتابه ثم اهتدیت ويتطرق الكتاب للكثير من الأحاديث التي وردت في كتب أهل السنة والجماعة (خصوصاً البخاري ومسلم) في حق أهل بيت النبوة ويثبت الكتاب بأن الكثير من الأعمال والأمور التي يؤمن بها الشيعة هي موجودة أيضاً في صحاح أهل السنة والجماعة وذلك بذكر المصادر التي تثبت ذلك، ويبلغ عدد صفحاته 245 صفحة.

## سبب التأليف
يذكر المؤلف في بداية كتابه هذا سبب تأليفه له قائلاً: «لقي كتابي ( ثم اهتديت ) قبولاً حسناً لدى القراء الأعزاء الذين أبدوا بعض الملاحظات الهامة حول موضوعات متفرقة في الكتاب المذكور وطلبوا المزيد من التوضيح في المسائل التي اختلف في فهمها كثير من المسلمين سنةٌ وشيعة؛ ومن أجل رفع اللبس والغموض عن ذلك لمن أراد التحقيق والوقوف على جلية الأمر فقد ألفت هذا الكتاب بنفس الأسلوب الذي اتبعته هناك، ليسهل على الباحث المنصف الوصول إلى الحقيقة من أقرب سبلها».

## سبب التسمية
أسماه «مع الصادقين» اقتباساً من قوله تعالى : [ ياأيها الذين آمنوا اتقوا الله وكونوا مع الصادقين ]. ولكونه لا يوجد مسلماً يرفض أو يزهد في أن يكون مع أولئك الصادقين.

## محتوى الكتاب
ينقسم الكتاب إلى عدة أقسام وهي:
1. القرآن الكريم عند أهل السنة والجماعة وعند الشيعة الإمامية الإثني عشرية.
2. السنّة النبوية الشريفة عند أهل السنّة والجماعة وعند الشيعة الأمامية.
3. العقائد عند الشيعة وعند أهل السنة والجماعة
4. العقيدة في الله (عند الطرفين)
5. العقيدة في النبوة (عند الطرفين)

- العقيدة في الإمامة ( عند الطرفين)

1. رأي أهل السنة والجماعة في الخلافة ومناقشته
2. آية إكمال الدين تتعلق أيضا بالخلافة
3. مناقشة القول بأن الآية نزلت يوم عرفة
4. شواهد أخرى على ولاية علي
5. تعليق على الشورى
6. الاختلاف في الثقلين
7. القضاء والقدر (عند أهل السنة)
8. عقيدة الشيعة في القضاء والقدر
9. تعليقة على الخلافة ضمن القضاء والقدر
10. الخمس
11. العقائد التي يُشنّعْ بها أهل السنة على الشيعة
12. العصمة
13. عدد الأئمة (الإثني عشر)
14. علم الأئمة
15. البداء
16. التقية
17. المتعة أو (الزواج المؤقت)
18. القول بتحريف القرآن
19. الجمع بين الصلاتين
20. السجود على التربة
21. الرجعة (العودة إلى الحياة)
22. الغلو (في حب الأئمة)
23. المهدي المنتظر [2]